# Tjeldsundet
Tjeldsundet es un estrecho de la región de Nord-Norge. Tiene una longitud de 50 km. Se ubica entre la isla de Hinnøya y la Noruega continental, en el norte, y entre Hinnøya y Tjeldøya, en el sur. El estrecho ha sido una importante ruta por más de 1000 años, principalmente durante la época vikinga.
El sector norte pertenece a la provincia de Troms —municipios de Harstad y Tjeldsund— la parte sur a Nordland —municipios de Tjeldsund y Lødingen—. La entrada sur está en el Ofotfjorden a la altura de Lødingen y la entrada norte se ubica en las cercanías de Harstad, desembocando en el Vågsfjorden.
El puente Tjeldsund conecta Hinnøya con tierra firme, siendo parte de la ruta europea E10, también conocida como camino del rey Olav (Kong Olavs vei). La ruta se extiende entre Harstad al aeropuerto de Harstad/Narvik-Evenes.

## Galería de imágenes

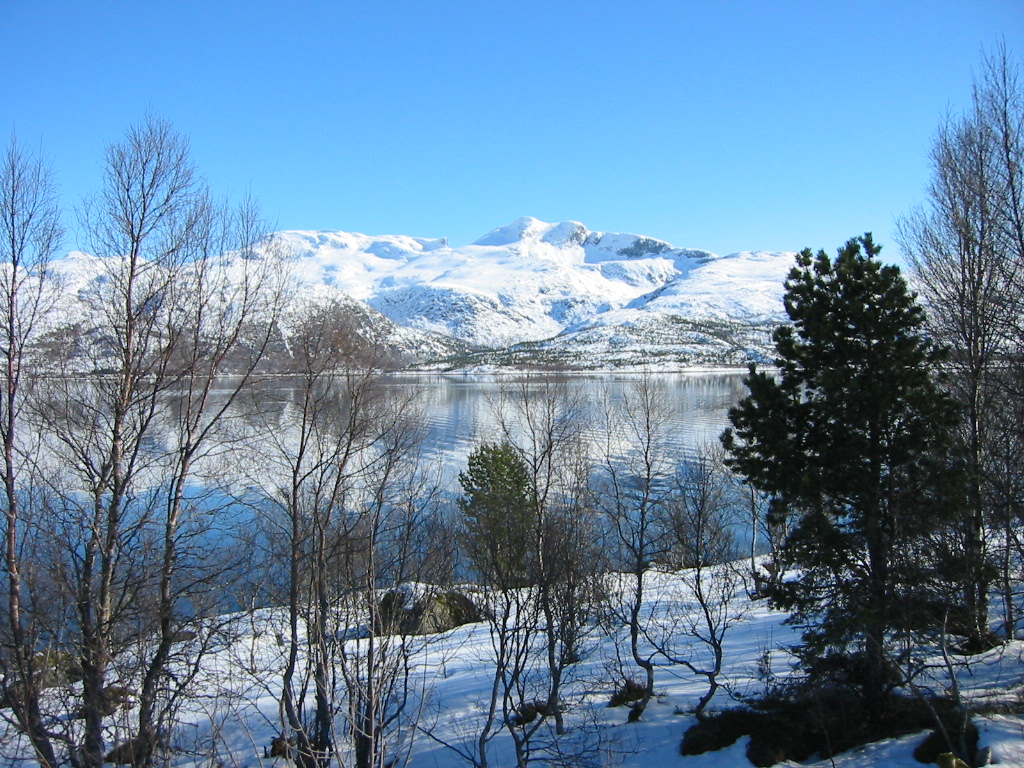
Vista del monte Tjeldøya, al este.
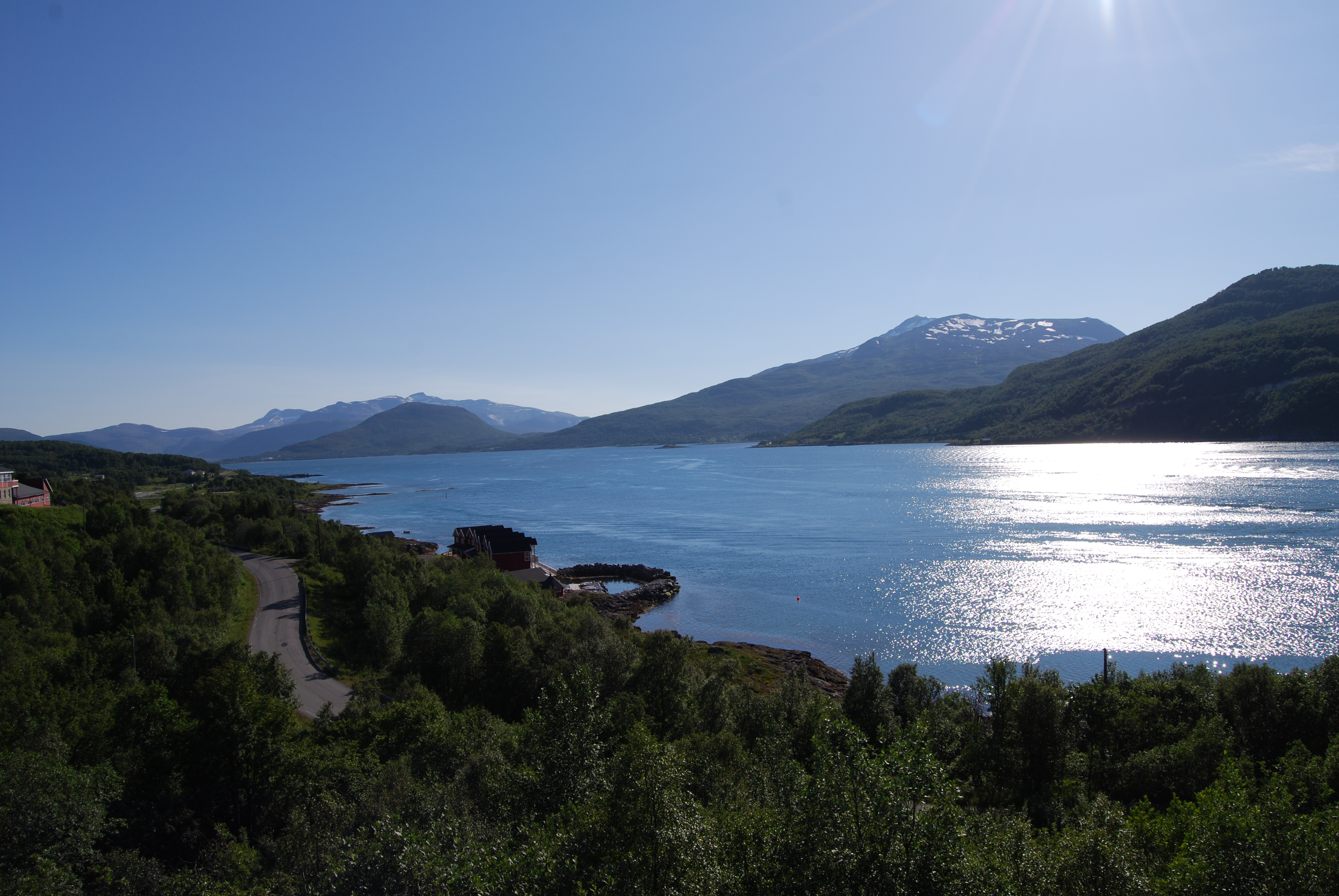
Lavansfjorden, una ramificación del Tjelsundet en el municipio de Tjelsund.
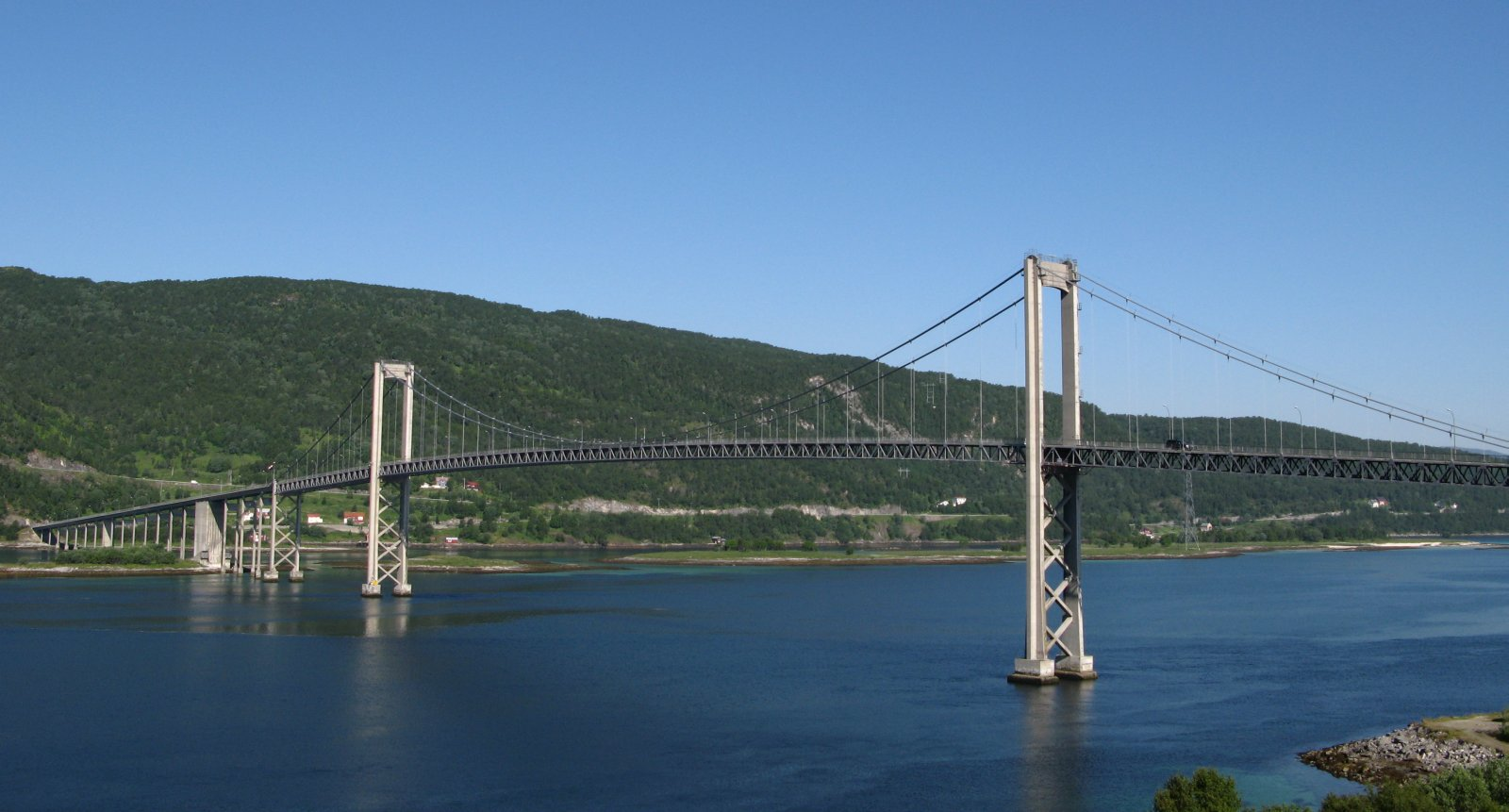
El puenteTjeldsund sobre el estrecho.
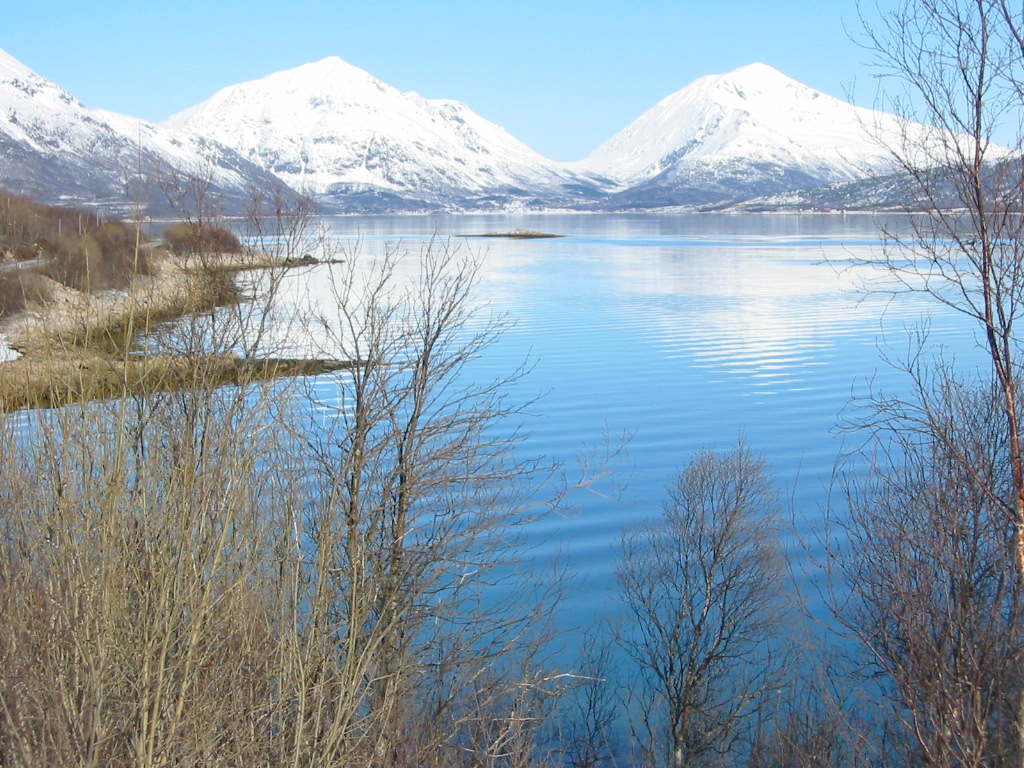
Vista norte.